# Ozero Beloje (sjö i Belarus, Vitsebsks voblast, lat 55,16, long 28,27)
Ozero Beloje (ryska: Озеро Белое) är en sjö i Belarus.   Den ligger i voblasten Vitsebsks voblast, i den norra delen av landet, 150 km norr om huvudstaden Minsk. Ozero Beloje ligger 173 meter över havet. Arean är 0,36 kvadratkilometer. Den sträcker sig 1,1 kilometer i nord-sydlig riktning, och 0,8 kilometer i öst-västlig riktning.
I omgivningarna runt Ozero Beloje växer i huvudsak blandskog. Runt Ozero Beloje är det glesbefolkat, med 13 invånare per kvadratkilometer.